# Rattus nitidus
Rattus nitidus är en däggdjursart som först beskrevs av Hodgson 1845.  Rattus nitidus ingår i släktet råttor, och familjen råttdjur. IUCN kategoriserar arten globalt som livskraftig. Inga underarter finns listade i Catalogue of Life.
Denna råtta förekommer i stora delar av östra och sydöstra Asien. Utbredningsområdet sträcker sig från Nepal och centrala Kina till centrala Thailand och Vietnam. Arten introducerades av människan på Sulawesi, i Nya Guinea (Fågelhuvudhalvön) och på andra öar i regionen. Rattus nitidus når i bergstrakter 2750 meter över havet. Habitatet utgörs av olika slags skogar, av jordbruksmark och av urbaniserade områden.
Rattus nitidus når oftast en kroppslängd (huvud och bål) av 16 till 18 cm och en svanslängd av 16,5 till 19 cm. Vikten varierar mellan 115 och 135 gram. Arten har en brun päls på ryggen och ljusgrå till krämvit päls på buken. De smala fötterna är oftast täckta av vita hår. I norra regioner blir Rattus nitidus vanligen större än i södra delar av levnadsområdet.
De flesta ungar föds när områdets odlade växter blir mogna. Honor kan ha 2 till 7 kullar per år med 4 till 15 ungar per kull. Nyfödda ungar väger cirka 7 gram och de diar sin mor 25 till 30 dagar. Könsmognaden infaller för hanar 63 till 80 dagar efter födelsen och för honor efter cirka 120 dagar. Vanligen lever Rattus nitidus bara ett år.
I jordbruksområden äter Rattus nitidus bland annat ris, korn, potatis och sötpotatis.
Arten betraktas av bönder som skadedjur på odlade växter men det är inte dokumenterat hur stort förlusten är.